# آلوارو سیلوا (بازیکن فوتبال)
آلوارو سیلوا (اسپانیایی: Álvaro Silva‎؛ زادهٔ ۳۰ مارس ۱۹۸۴) بازیکن فوتبال اهل فیلیپین است.

## باشگاهی
از باشگاه‌هایی که در آن بازی کرده‌است می‌توان به باشگاه فوتبال پترولول پلویشت، باشگاه فوتبال مالاگا، باشگاه فوتبال خرز، باشگاه فوتبال کادیس، باشگاه فوتبال خرز، باشگاه فوتبال خزر لنکران، و باشگاه ورزشی القادسیه کویت اشاره کرد.

## تیم ملی
وی همچنین در تیم ملی فوتبال فیلیپین بازی کرده‌است. 